# Mặt nạ quân chủ
Mặt Nạ Quân Chủ (tiếng Hàn: 군주-가면의 주인; Romaja: Gunju - Gamyeon-ui ju-in) là một bộ phim truyền hình Hàn Quốc xoay quanh chốn chính trường của Thế tử Lee Seon vào những năm đầu của thế kỷ 18 - giai đoạn đầy rẫy những biến động. Đối mặt với âm mưu đen tối của thế lực thương gia và nhà quý tộc hùng mạnh đang lợi dụng vùng biển Triều Tiên để kinh doanh trục lợi, Lee Seon đã mở màn cho cuộc đấu tranh giữa các giai cấp với nhau và phơi bày sự thật ra ánh sáng.
Bộ phim có sự tham gia của các diễn viên chính Yoo Seung-ho, Kim So-hyun, Kim Myung-soo, Yoon So-hee,.. được khởi chiếu trên kênh MBC vào mỗi thứ Tư và thứ Năm hàng tuần vào lúc 22:00 (KST) bắt đầu từ ngày 10 tháng 5 năm 2017. Từ tháng 5/2018 phim được phát sóng trên kênh VTV3 với dạng lồng tiếng và thuyết minh tiếng Việt.

## Nội dung
Triều Tiên thế kỷ 18, Thế tử Lee Seon (Yoo Seung-ho) ngay từ lúc sinh ra đã mang đến phiền muộn cho vua cha. Giữa thời thế loạn lạc và tranh đấu chính trị, hoàng đế vì muốn bảo vệ đứa con trai độc nhất đã ra lệnh cho Thế tử phải giữ kín khuôn mặt cho đến lúc lên ngôi.
Từ phía sau lớp mặt nạ, Thế tử lớn lên chứng kiến sự lầm than của dân chúng, sự bất lực của triều đình trước tham vọng tư hữu hoá nguồn nước của giới quý tộc Biên Thủy hội (編水會; Pyunsoo Hwe). Đất nước không thể có hai vua, vì thế Lee Seon hiểu được ngai vàng của mình ngày ngày bị thế lực bành trướng của gia tộc này đe doạ. Dù mang hoài bão bình thiên hạ, Lee Seon luôn phải cẩn trọng và cân nhắc trong từng đường đi nước bước vì với mỗi quyết định sai lầm, sẽ có người mất mạng vì mình và đẩy vận nước lâm vào nguy kịch. Trong suốt quá trình trưởng thành, vì hiểu lầm khuôn mặt của mình là xấu xí, Thế tử Lee Seon chưa từng xuất hiện trước mặt thường dân bằng diện mạo thật của mình. Mọi chuyện thay đổi khi một ngày nọ, trong chuyến vi hành, Lee Seon đã gặp được nữ nhân Han Ga Eun (Kim So-hyun).
Han Ga Eun là một thiếu nữ xinh đẹp, thông minh, cô là người đầu tiên công nhận diện mạo tuấn tú của Thế tử. Vốn xuất thân con gái nhà binh, Ga Eun thông minh sắc sảo nhưng cũng phóng khoáng với người trong thiên hạ, không hề biết người thanh niên trước mặt là Thế tử, nàng mời anh ta nghỉ chân tại nhà và cùng phụ thân tiếp đãi như khách quý. Thế nhưng chẳng mấy chốc thì bi kịch ập tới, cha nàng vì Thế tử Lee Seon mà bị mang tội chém đầu, Ga Eun sau đó thù hận chất chồng, cô luôn nung nấu ý định trả thù nhưng sau đó lại bị cuốn vào kế hoạch của Thế tử và đồng hành cùng người. Cùng lúc đó, trong nhân gian cũng xuất hiện một thanh niên khác mang tên Lee Seon (Kim Myung-soo), dù cùng tên với Thế tử cao quý Lee Seon "thứ hai" trái lại mang thân phận vô cùng thấp hèn. Anh ta là con của một phường đồ tể, cuộc đời của anh ta thật vô định cho đến lúc anh ta gặp được Ga Eun và được nàng dạy chữ, sau đó với khí chất thiên bẩm và óc mưu lược hơn người, Lee Seon "giả" trở thành vỏ bọc cho Thế tử Lee Seon "thật". Anh ta được phép ngồi lên ngai vàng, chứng kiến quần thần và thiên hạ quỳ phục dưới chân mình, nhưng đồng thời cũng đối diện với khả năng đổi mạng cho Thế tử thật sự.
Mặt khác, Kim Hwa Goon (Yoon So-hee) là tiểu thư quyền quý, cũng là cháu ruột của người cầm đầu Pyunsoo Hwe. Nàng từng dè bỉu Thế tử là kẻ bù nhìn nhu nhược và cho rằng số mệnh của mình phải luôn đối đầu với hắn. Tuy nhiên định mệnh trớ trêu lại cho phép Hwa Goon gặp được Thế tử bằng xương bằng thịt. Giờ đây, nội tâm của nàng trở nên rối bời vì Hwa Goon không biết làm sao để chọn giữa tham vọng của gia tộc và thứ tình yêu đơn phương nàng dành cho Thế tử.

## Diễn viên

### Vai chính
- Yoo Seung-ho vai Thế tử Lee Seon (李愃, 이선: Lý Huyên)[4],công tử Bảo Phụ Thương Park Chun Soo:Thế tử của Triều Tiên.
- Kim So-hyun vai Han Ga Eun (韓佳恩; Hàn Giai Ân)[5]: Hồng nhan tri kỉ của Thế tử.
- Kim Myung-soo vai Lee Seon (李愃, 이선: Lý Huyên)[6]: Một thường dân có tên giống Thế tử, thầm thương Han Ga Eun.
- Yoon So-hee vai Kim Hwa Goon (金華君; Kim Hoa Quân)[6][7]: Cháu gái của thủ lĩnh Biên Thủy hội.

### Vai phụ
- Heo Joon-ho vai Kim Dae Mok (金大木; Kim Đại Mộc): Đứng đầu Biên Thủy hội đầy quyền lực[8]
- Jin Ki-joo vai Choi Kang Seo (崔江書; Thôi Giang Thư): Hộ vệ của Thế tử[9]
- Shin Hyun-soo vai Chong Woon (青雲; Thanh Vân): Võ sĩ hộ vệ của Thế tử, có mối quan hệ như sư hữu bạn (vừa là bạn vừa là thầy), con trai của đội trưởng Cấm vệ quân.
- Park Chul-min vai Woo Boo (禹普; Vũ Phổ): Một nhà bác học, từng kiêm quản Thành Quân Quán (SungKyunKwan), thầy của Han Ga Eun và Lee Seon (thường dân).
- Bae Yoo-ram vai Park Moo-ha (朴武夏; Phác Vũ Hạ): Cận thần của Thế tử.
- Lee Chae-young vai Mae Chang (梅窓; Mai Thương): Tình báo của Thế tử.
- Choi Ji-na vai Chiêu Dụ Ánh Tần Lý Thị: Mẹ ruột của Thế tử.
- Kim Sun-kyung vai Trung điện[10]: Chính thất của Quốc vương, mẹ trên danh nghĩa của Thế tử.

## Tỉ lệ người xem
Trong bảng dưới, hạng bên dưới được lấy từ phần trăm người xem tại Hàn Quốc, các con số màu xanh đại diện cho chỉ số xếp hạng thấp nhất và con số màu đỏ đại diện chỉ số xếp hạng cao nhất.
| Tập            | Ngày lên sóng       | Tỉ lệ người xem trung bình | Tỉ lệ người xem trung bình | Tỉ lệ người xem trung bình | Tỉ lệ người xem trung bình |
| Tập            | Ngày lên sóng       | TNmS Ratings               | TNmS Ratings               | AGB Nielsen                | AGB Nielsen                |
| Tập            | Ngày lên sóng       | Cả nước                    | Vùng thủ đô Seoul          | Cả nước                    | Vùng thủ đô Seoul          |
| Tập chính thức | Tập chính thức      | Tập chính thức             | Tập chính thức             | Tập chính thức             | Tập chính thức             |
| -------------- | ------------------- | -------------------------- | -------------------------- | -------------------------- | -------------------------- |
| 1              | 10 tháng 5 năm 2017 | 8.8%                       | 10.0%                      | 9.7%                       | 10.5%                      |
| 2              | 10 tháng 5 năm 2017 | 10.1%                      | 10.9%                      | 11.6%                      | 12.1%                      |
| 3              | 11 tháng 5 năm 2017 | 10.4%                      | 11.5%                      | 10.5%                      | 11.2%                      |
| 4              | 11 tháng 5 năm 2017 | 10.8%                      | 11.9%                      | 12.6%                      | 13.4%                      |
| 5              | 17 tháng 5 năm 2017 | 8.5%                       | 10.4%                      | 11.2%                      | 11.8%                      |
| 6              | 17 tháng 5 năm 2017 | 9.2%                       | 11.0%                      | 12.5%                      | 12.9%                      |
| 7              | 18 tháng 5 năm 2017 | 10.4%                      | 11.8%                      | 12.0%                      | 12.9%                      |
| 8              | 18 tháng 5 năm 2017 | 11.6%                      | 13.1%                      | 13.4%                      | 14.2%                      |
| 9              | 24 tháng 5 năm 2017 | 10.6%                      | 10.9%                      | 11.9%                      | 12.7%                      |
| 10             | 24 tháng 5 năm 2017 | 11.7%                      | 12.6%                      | 13.8%                      | 15.2%                      |
| 11             | 25 tháng 5 năm 2017 | 11.1%                      | 11.7%                      | 12.1%                      | 13.2%                      |
| 12             | 25 tháng 5 năm 2017 | 12.3%                      | 13.3%                      | 13.8%                      | 15.1%                      |
| 13             | 31 tháng 5 năm 2017 | 11.8%                      | 13.8%                      | 11.7%                      | 12.2%                      |
| 14             | 31 tháng 5 năm 2017 | 12.8%                      | 15.7%                      | 13.6%                      | 14.5%                      |
| 15             | 1 tháng 6 năm 2017  | 12.0%                      | 14.5%                      | 12.0%                      | 12.6%                      |
| 16             | 1 tháng 6 năm 2017  | 13.4%                      | 15.8%                      | 13.6%                      | 14.2%                      |
| 17             | 7 tháng 6 năm 2017  | 11.6%                      | 14.0%                      | 10.9%                      | 11.6%                      |
| 18             | 7 tháng 6 năm 2017  | 12.4%                      | 13.0%                      | 11.9%                      | 11.0%                      |
| 19             | 8 tháng 6 năm 2017  | 11.0%                      | 13.0%                      | 11.2%                      | 11.2%                      |
| 20             | 8 tháng 6 năm 2017  | 11.4%                      | 14.0%                      | 12.2%                      | 12.1%                      |
| 21             | 14 tháng 6 năm 2017 | 11.8%                      | 13.0%                      | 11.3%                      | 11.8%                      |
| 22             | 14 tháng 6 năm 2017 | 13.0%                      | 14.5%                      | 13.0%                      | 13.8%                      |
| 23             | 15 tháng 6 năm 2017 | 10.3%                      | 11.3%                      | 11.3%                      | 11.3%                      |
| 24             | 15 tháng 6 năm 2017 | 12.0%                      | 13.2%                      | 13.4%                      | 13.2%                      |
| 25             | 21 tháng 6 năm 2017 | 10.3%                      | 11.5%                      | 10.6%                      | 10.8%                      |
| 26             | 21 tháng 6 năm 2017 | 11.8%                      | 13.0%                      | 13.2%                      | 13.5%                      |
| 27             | 22 tháng 6 năm 2017 | 10.0%                      | 11.9%                      | 10.8%                      | 11.4%                      |
| 28             | 22 tháng 6 năm 2017 | 11.6%                      | 14.1%                      | 12.2%                      | 12.4%                      |
| 29             | 28 tháng 6 năm 2017 | 9.6%                       | 11.0%                      | 10.2%                      | 10.1%                      |
| 30             | 28 tháng 6 năm 2017 | 11.2%                      | 13.7%                      | 12.2%                      | 12.3%                      |
| 31             | 29 tháng 6 năm 2017 | 10.5%                      | 12.6%                      | 11.9%                      | 11.9%                      |
| 32             | 29 tháng 6 năm 2017 | 12.2%                      | 14.5%                      | 14.4%                      | 14.6%                      |
| 33             | 5 tháng 7 năm 2017  | 12.1%                      | 14.0%                      | 12.6%                      | 13.3%                      |
| 34             | 5 tháng 7 năm 2017  | 14.0%                      | 14.6%                      | 13.6%                      | 14.5%                      |
| 35             | 6 tháng 7 năm 2017  | 12.9%                      | 15.2%                      | 12.8%                      | 13.5%                      |
| 36             | 6 tháng 7 năm 2017  | 14.7%                      | 16.6%                      | 14.9%                      | 15.2%                      |
| 37             | 12 tháng 7 năm 2017 | 15.5%                      | 18.0%                      | 13.2%                      | 13.9%                      |
| 38             | 12 tháng 7 năm 2017 | 17.6%                      | 20.3%                      | 14.5%                      | 15.2%                      |
| 39             | 13 tháng 7 năm 2017 | 14.4%                      | 16.1%                      | 13.3%                      | 13.5%                      |
| 40             | 13 tháng 7 năm 2017 | 16.0%                      | 18.4%                      | 14.4%                      | 14.7%                      |
| Trung bình     | Trung bình          | 11,5%                      | 13,51%                     | 12,4%                      | 13,19%                     |

## Nhạc phim

### OST Phần 1
| STT              | Nhan đề                                          | Phổ lời                  | Phổ nhạc                                 | Nghệ sĩ                  | Thời lượng |
| ---------------- | ------------------------------------------------ | ------------------------ | ---------------------------------------- | ------------------------ | ---------- |
| 1.               | "The Man That Couldn't Cry" (남자라 울지 못했어) | Im Dong-kyun Good Choice | Kang Dong-un Im Dong-kyun Kim Young-sung | Yang Yo-seob (Highlight) | 03:45      |
| 2.               | "The Man That Couldn't Cry" (Inst.)              |                          | Kang Dong-un Im Dong-kyun Kim Young-sung |                          | 03:45      |
| Tổng thời lượng: | Tổng thời lượng:                                 | Tổng thời lượng:         | Tổng thời lượng:                         | Tổng thời lượng:         | 07:30      |

### OST Phần 2
| STT              | Nhan đề                                             | Phổ lời                        | Phổ nhạc                       | Nghệ sĩ          | Thời lượng |
| ---------------- | --------------------------------------------------- | ------------------------------ | ------------------------------ | ---------------- | ---------- |
| 1.               | "From The First Time You and Me" (처음부터 너와 나) | Vanilla Man (Vanilla Acoustic) | Vanilla Man (Vanilla Acoustic) | "Bolbbalgan4"    | 03:25      |
| 2.               | "From The First Time You and Me" (Inst.)            |                                | Vanilla Man (Vanilla Acoustic) |                  | 03:25      |
| Tổng thời lượng: | Tổng thời lượng:                                    | Tổng thời lượng:               | Tổng thời lượng:               | Tổng thời lượng: | 06:50      |

### OST Phần 3
| STT              | Nhan đề                  | Phổ lời                     | Phổ nhạc         | Nghệ sĩ          | Thời lượng |
| ---------------- | ------------------------ | --------------------------- | ---------------- | ---------------- | ---------- |
| 1.               | "For A While" (잠시나마) | Jeon Chang-yeob, Black Belt | Black Belt       | Hwang Chi-yeul   | 04:02      |
| 2.               | "For A While" (Inst.)    |                             | Black Belt       |                  | 04:02      |
| Tổng thời lượng: | Tổng thời lượng:         | Tổng thời lượng:            | Tổng thời lượng: | Tổng thời lượng: | 08:04      |

### OST Phần 4
| STT              | Nhan đề                  | Phổ lời                       | Phổ nhạc                      | Nghệ sĩ          | Thời lượng |
| ---------------- | ------------------------ | ----------------------------- | ----------------------------- | ---------------- | ---------- |
| 1.               | "Star And Sun" (별과 해) | Yoon Jin-hyo, Jeon Chang-yeob | Jeon Chang-yeob, Yoon Jin-hyo | Kei (Lovelyz)    | 03:51      |
| 2.               | "Star And Sun" (Inst.)   |                               | Jeon Chang-yeob, Yoon Jin-hyo |                  | 03:51      |
| Tổng thời lượng: | Tổng thời lượng:         | Tổng thời lượng:              | Tổng thời lượng:              | Tổng thời lượng: | 07:42      |

### OST Phần 5
| STT              | Nhan đề                      | Phổ lời                        | Phổ nhạc                       | Nghệ sĩ             | Thời lượng |
| ---------------- | ---------------------------- | ------------------------------ | ------------------------------ | ------------------- | ---------- |
| 1.               | "Between Seasons" (계절사이) | Jeon Chang-yeob, Ryu Won-gwang | Jeon Chang-yeob, Ryu Won-gwang | Kim Yeon-ji (Seeya) | 04:35      |
| 2.               | "Between Seasons" (Inst.)    |                                | Jeon Chang-yeob, Ryu Won-gwang |                     | 04:35      |
| Tổng thời lượng: | Tổng thời lượng:             | Tổng thời lượng:               | Tổng thời lượng:               | Tổng thời lượng:    | 09:10      |

### OST Phần 6
| STT              | Nhan đề             | Phổ lời           | Phổ nhạc              | Nghệ sĩ          | Thời lượng |
| ---------------- | ------------------- | ----------------- | --------------------- | ---------------- | ---------- |
| 1.               | "I'm OK" (괜찮다고) | Good Choice, Yoda | Kim Se-jin, Park Chan | Kim Na-young     | 03:57      |
| 2.               | "I'm OK" (Inst.)    |                   | Kim Se-jin, Park Chan |                  | 03:57      |
| Tổng thời lượng: | Tổng thời lượng:    | Tổng thời lượng:  | Tổng thời lượng:      | Tổng thời lượng: | 07:54      |

### OST Phần 7
| STT              | Nhan đề          | Phổ lời                 | Phổ nhạc                | Nghệ sĩ                  | Thời lượng |
| ---------------- | ---------------- | ----------------------- | ----------------------- | ------------------------ | ---------- |
| 1.               | "Tree" (나무)    | Yang Yo-seob Gyuberlake | Yang Yo-seob Gyuberlake | Yang Yo-seob (Highlight) | 03:57      |
| 2.               | "Tree" (Inst.)   |                         | Yang Yo-seob Gyuberlake |                          | 03:57      |
| Tổng thời lượng: | Tổng thời lượng: | Tổng thời lượng:        | Tổng thời lượng:        | Tổng thời lượng:         | 07:54      |

### OST Phần 8
| STT              | Nhan đề                                | Nghệ sĩ          | Thời lượng |
| ---------------- | -------------------------------------- | ---------------- | ---------- |
| 1.               | "The Person I Love" (내가 사랑할 사람) | K.Will           | 03:48      |
| 2.               | "The Person I Love" (Inst.)            |                  | 03:48      |
| Tổng thời lượng: | Tổng thời lượng:                       | Tổng thời lượng: | 07:36      |

### OST Phần 9
| STT              | Nhan đề              | Nghệ sĩ          | Thời lượng |
| ---------------- | -------------------- | ---------------- | ---------- |
| 1.               | "Twinkle" (반짝인다) | Hwan Hee         | 03:25      |
| 2.               | "Twinkle" (Inst.)    |                  | 03:25      |
| Tổng thời lượng: | Tổng thời lượng:     | Tổng thời lượng: | 06:50      |

### OST Phần 10
| STT              | Nhan đề                               | Nghệ sĩ          | Thời lượng |
| ---------------- | ------------------------------------- | ---------------- | ---------- |
| 1.               | "Flowing On The Ball" (두볼에 흐른다) | Seo Young Eun    | 04:00      |
| 2.               | "Flowing On The Ball" (Inst.)         |                  | 04:00      |
| Tổng thời lượng: | Tổng thời lượng:                      | Tổng thời lượng: | 08:00      |

### OST Phần 11
| STT              | Nhan đề             | Nghệ sĩ          | Thời lượng |
| ---------------- | ------------------- | ---------------- | ---------- |
| 1.               | "Affection" (애심)  | Gavy NJ          | 04:24      |
| 2.               | "Affection" (Inst.) |                  | 04:24      |
| Tổng thời lượng: | Tổng thời lượng:    | Tổng thời lượng: | 08:48      |

### OST Phần 12
| STT              | Nhan đề                          | Phổ nhạc                  | Nghệ sĩ          | Thời lượng |
| ---------------- | -------------------------------- | ------------------------- | ---------------- | ---------- |
| 1.               | "Even if I Want" (원하고 원해도) |                           | Zia              | 03:40      |
| 2.               | "Even if I Want" (Inst.)         | Black Belt Yang Hong-seob |                  | 03:40      |
| Tổng thời lượng: | Tổng thời lượng:                 | Tổng thời lượng:          | Tổng thời lượng: | 07:20      |

### OST Phần 13
| STT              | Nhan đề                       | Nghệ sĩ          | Thời lượng |
| ---------------- | ----------------------------- | ---------------- | ---------- |
| 1.               | "Only One Person" (단 한사람) | Kim Greem        | 03:36      |
| 2.               | "Only One Person" (Inst.)     |                  | 03:36      |
| Tổng thời lượng: | Tổng thời lượng:              | Tổng thời lượng: | 07:12      |

### OST Phần 14
| STT              | Nhan đề                                              | Nghệ sĩ          | Thời lượng |
| ---------------- | ---------------------------------------------------- | ---------------- | ---------- |
| 1.               | "It's Okay Even If It's Not Me" (내가 아니어도 좋아) | L (Infinite)     | 04:42      |
| 2.               | "It's Okay Even If It's Not Me" (Inst.)              |                  | 04:42      |
| Tổng thời lượng: | Tổng thời lượng:                                     | Tổng thời lượng: | 09:24      |

### OST Phần 15
| STT              | Nhan đề                | Nghệ sĩ          | Thời lượng |
| ---------------- | ---------------------- | ---------------- | ---------- |
| 1.               | "Water Orchid" (水蘭)  | Suran            | 03:39      |
| 2.               | "Water Orchid" (Inst.) |                  | 03:39      |
| Tổng thời lượng: | Tổng thời lượng:       | Tổng thời lượng: | 07:18      |

### OST Phần 16
| STT              | Nhan đề                                         | Nghệ sĩ          | Thời lượng |
| ---------------- | ----------------------------------------------- | ---------------- | ---------- |
| 1.               | "Can't You Hear My Heart" (내 맘이 들리지 않니) | Kim So Hyun      | 03:29      |
| 2.               | "Can't You Hear My Heart" (Inst.)               |                  | 03:29      |
| Tổng thời lượng: | Tổng thời lượng:                                | Tổng thời lượng: | 06:58      |

### Xếp hạng các ca khúc nhạc phim
| Tên                                                    | Năm  | Vị trí cao nhất trên bảng xếp hạng | Doanh số        | Ghi chú |
| Tên                                                    | Năm  | KOR Gaon                           | Doanh số        | Ghi chú |
| ------------------------------------------------------ | ---- | ---------------------------------- | --------------- | ------- |
| "The Man That Couldn't Cry" (Yang Yo-seob (Highlight)) | 2017 | 77                                 | - KOR: 27,015   | Phần 1  |
| "From The First Time You and Me" (Bolbbalgan4)         | 2017 | 9                                  | - KOR: 180,608+ | Phần 2  |
| "For A While" (Hwang Chi-yeul)                         | 2017 | 64                                 | - KOR: 24,671+  | Phần 3  |
| "The Person Who I Love" (K.Will)                       | 2017 | 89                                 | - KOR: 21,644+  | Phần 8  |

## Phát sóng quốc tế
Tại Việt Nam, các kênh trình chiếu là Danet.vn, Zing TV, VTV3 & FPT Play (phát trực tiếp sau Hàn Quốc 3 tiếng).

## Tham thảo
1. ↑  "유승호, MBC '군주' 출연 확정...12월 첫 촬영 [공식입장]". 네이트뉴스 (bằng tiếng Hàn). Truy cập ngày 14 tháng 10 năm 2016.
2. ↑  "유승호, 멜로사극 '군주' 출연 확정...몸 만들기 돌입(공식입장)". Truy cập ngày 14 tháng 10 năm 2016.
3. ↑  "유승호, MBC '군주' 출연 확정...12월 첫 촬영 [공식입장]". TV리포트 (bằng tiếng Hàn). Truy cập ngày 2 tháng 1 năm 2017.
4. ↑  "유승호, MBC '군주' 출연 확정...12월 첫 촬영 [공식입장]". TV리포트 (bằng tiếng Hàn). Truy cập ngày 14 tháng 10 năm 2016.
5. ↑  "Kim So Hyun Cast In New Historical Drama". OSEN.
6. 1 2  "[단독] 엘-윤소희, '군주' 안방극장 컴백 - 한국스포츠경제". 한국스포츠경제. Truy cập ngày 2 tháng 1 năm 2017.
7. ↑  "윤소희, 2017년에도 열일..미모+지성 다 갖춘 '대세배우'". JoongAng Ilbo KoreaDaily. Bản gốc lưu trữ ngày 3 tháng 1 năm 2017. Truy cập ngày 14 tháng 5 năm 2017.
8. ↑  POP, 헤럴드 (ngày 29 tháng 12 năm 2016). "허준호, '군주' 합류...왕세자 役 유승호와 사투 벌인다". Truy cập ngày 2 tháng 1 năm 2017.
9. ↑  POP, 헤럴드 (ngày 27 tháng 12 năm 2016). "진기주 측 "MBC '군주' 합류, 유승호와 호흡"". Truy cập ngày 2 tháng 1 năm 2017.
10. ↑  Triều Tiên vương triều, không gọi chính thất của Vua là Hoàng hậu mà gọi là Vương phi, giản xưng Trung điện
11. ↑  "TNMS Daily Ratings: this links to current day-select the date from drop down menu". TNMS Ratings (bằng tiếng Triều Tiên). Truy cập ngày 20 tháng 6 năm 2016.{{Chú thích web}}:  Quản lý CS1: ngôn ngữ không rõ (liên kết)
12. ↑  "AGB Daily Ratings: this links to current day-select the date from drop down menu". AGB Nielsen Media Research (bằng tiếng Triều Tiên). Truy cập ngày 20 tháng 6 năm 2016.{{Chú thích web}}:  Quản lý CS1: ngôn ngữ không rõ (liên kết)
13. ↑  "2017 Gaon Download Chart - Week 19 (See #46)". Truy cập ngày 18 tháng 5 năm 2017.
14. ↑  Cumulative sales for "From The First Time You and Me":
  - "2017 Gaon Download Chart - Week 20 (See #5)". Truy cập ngày 25 tháng 5 năm 2017.
  - "2017 Gaon Download Chart - Week 21". Truy cập ngày 1 tháng 6 năm 2017.
15. ↑  "2017 Gaon Download Chart - Week 21". Truy cập ngày 1 tháng 6 năm 2017.
16. ↑  "2017 Gaon Download Chart - Week 23". Truy cập ngày 16 tháng 6 năm 2017.